# Музей пошти (Євпаторія)
Музей пошти — музей у Євпаторії, відкритий у 2006 році. Розташований на вулиці Караєва.

## Історія
Музей пошти був відкритий у 14-му відділенні зв'язку Укрпошти в Євпаторії в березні 2006 року. Новий музей зайняв частину операційного залу діючого поштового відділення на вулиці Караєва, 2, завдяки чому відвідування музею є безкоштовним. Для створення музею були використані архіви Кримського поштового управління. У 2011 році музей був закритий на ремонт. Після захоплення Криму Росією музеєм завідує «Пошта Росії».
У сусідній будівлі з музеєм пошти розташований Музей фармації Криму.

## Експозиція
Експозиція музею складається з предметів, які демонструють розвиток поштового зв'язку. У музеї представлені документи, фотографії, поштові марки, листівки, конверти, форма листоноші 1915 року, а також низка поштових технічних засобів: штемпелювальний апарат, поштові ваги, телефонний апарат прямого урядового зв'язку. Найстарішими експонатами музею є листівка 1914 року й примірник газети «Іскра» за 1916 рік. Станом на 2010 рік у музеї експонувалося близько 90 предметів.
Експозиція архівних фотографій представлена під назвою «Від гінця до Інтернету».